# アニメンティーヌ 〜ボッサ・ドゥ・アニメ〜
『アニメンティーヌ 〜ボッサ・ドゥ・アニメ〜』（Animentine: Bossa Du Animé）は、フランスの歌手クレモンティーヌのカバー・アルバムである。2010年7月21日発売。発売元はソニー・ミュージックジャパンインターナショナル。
本項では、同作の続編である『続アニメンティーヌ』、および『アニメンティーヌ・ベスト＋』についても述べる。

## 概要
- 日本のアニメソングを、歌詞をフランス語または英語に訳しボサノヴァのアレンジでカバーしたアルバムである。
- メイヤ『アニメイヤ〜ジブリ・ソングス』と同日発売。
- 2010年11月24日には冬期限定で『アニメンティーヌ・プラス 〜ボッサ・ドゥ・アニメ〜』（Animentine Plus: Bossa Du Animé）を発売。

## 収録曲
- 仏訳詞：河合留美、藤森靖子（POSSION HeADS）[注釈 1]
- 英訳詞：micanx（「はじめてのチュウ」を除く）[注釈 1]

楽曲の後の無印は仏訳詞、「●」印が付いている楽曲は英訳詞での歌唱である。
1. ラムのラブソング  - Lum's Love Song (3:00)
作詞：伊藤アキラ、作曲：小林泉美、編曲：Yo-ichi Tanoue
2. バカボン・メドレー（天才バカボン〜タリラリランのコニャニャチワ） - Bakabon Medley (3:07)
作詞：東京ムービー企画部、作曲：渡辺岳夫、編曲：Yo-ichi Tanoue
3. 崖の上のポニョ - Ponyo on the Cliff by the Sea (3:22)
作詞：近藤勝也、作曲：久石譲、編曲：Kumiko Hasegawa
4. おどるポンポコリン - Odoru Ponpokorin (3:44)
作詞：さくらももこ、作曲：織田哲郎、編曲：Yo-ichi Tanoue
5. 風の谷のナウシカ - Nausicaa of the Valley of the Wind (4:02)
作詞：松本隆、作曲：細野晴臣、編曲：Kumiko Hasegawa
6. はじめてのチュウ - My First Kiss（●） (5:06)
作詞・作曲：実川俊晴、編曲：Kumiko Hasegawa
訳詞は2000年にHi-STANDARDが歌ったものであり、厳密にはカバー曲のカバーとなる。
7. ロマンティックあげるよ - Romantic Ageruyo（●） (4:57)
作詞：吉田健美、作曲：いけたけし、編曲：TATOO
8. サザエさん・メドレー（サザエさん〜サザエさん一家） - Sazaesan Medley (2:51)
作詞：林春生、作曲：筒美京平、編曲：Yo-ichi Tanoue、TATOO
9. ドラえもんのうた - Doraemonno Uta (3:30)
作詞：楠部工、作曲：菊池俊輔、編曲：Yo-ichi Tanoue
10. とんちんかんちん一休さん - Tonchinkanchin Ikkyusan（●） (4:50)
作詞：山元護久、作曲：宇野誠一郎、編曲：TATOO
11. タッチ - Touch (4:15)
作詞：康珍化、作曲：芹澤廣明、編曲：Yo-ichi Tanoue
12. CAT'S EYE - Cat's Eye (3:15)
作詞：MIURA YOSHIKO、作曲：小田裕一郎、編曲：Yo-ichi Tanoue
13. ゲゲゲの鬼太郎 - Gegegeno Kitaro (2:43)
作詞：水木しげる、作曲：いずみたく、編曲：Yo-ichi Tanoue
『アニメンティーヌ・プラス 〜ボッサ・ドゥ・アニメ〜』のみのボーナストラック
14. 元祖天才バカボンの春 - Ganso Tensai Bakabonno Haru (2:34)
作詞：赤塚不二夫、作曲：渡辺岳夫、編曲：Yo-ichi Tanoue
『アニメンティーヌ・プラス 〜ボッサ・ドゥ・アニメ〜』のみのボーナストラック
15. バカボン・メドレー（天才バカボン(サントリー「ALL-FREE」TVCM曲フルVer)〜タリラリランのコニャニャチワ(サントリー「ALL-FREE」TVCM曲フルVer)） - Bakabon Medley (3:07)
『アニメンティーヌ・プラス 〜ボッサ・ドゥ・アニメ〜』のみのボーナストラック

## 続アニメンティーヌ
続アニメンティーヌは、2011年3月9日に発売されたクレモンティーヌのカバー・アルバム。
2011年5月27日に一部収録曲の削除・曲順を変更して再販された。

### 収録曲（続アニメンティーヌ）
楽曲の後の無印は仏訳詞、「■」印が付いている楽曲は日本語原詞での歌唱である。

#### 2011年3月9日発売盤
1. 宇宙戦艦ヤマト - Spacebattleship Yamato (2:54)
2. ゲゲゲの鬼太郎（続アニメンティーヌ・ヴァージョン） - Gegegeno Kitaro (2:50)
3. アンパンマンのマーチ - Anpanman's March (4:23)
4. さんぽ - Sanpo (3:21)
5. 残酷な天使のテーゼ - A Cruel Angel's Thesis (4:03)
6. ワイワイワールド - Wai Wai World (2:24)
7. 銀河鉄道999 - Galaxy Express 999 (3:46)
8. Get Wild - Get Wild (4:27)
9. お料理行進曲 - Oryori March (3:39)[注釈 2][注釈 3]
10. おしえて（■） - Oshiete (3:09)
11. 歩いて帰ろう featuring 斉藤和義 -  Aruite Kaerou (4:20)
ボーナス・トラック
12. およげ!たいやきくん - Oyoge Taiyaki-kun (3:50)
ボーナス・トラック
13. 天才バカボン 〜サントリー「ALL-FREE」TVCM曲 雪の温泉篇60秒ヴァージョン - Tensai Bakabon (1:02)
ボーナス・トラック

#### 2011年5月27日発売盤
1. ワイワイワールド - Wai Wai World (2:26)
2. アンパンマンのマーチ - Anpanman's March (4:25)
3. さんぽ - Sanpo (3:22)
4. お料理行進曲 - Oryori March (3:40)[注釈 2][注釈 3]
5. おしえて（■） - Oshiete (3:11)
6. 残酷な天使のテーゼ - A Cruel Angel's Thesis (4:04)
7. ゲゲゲの鬼太郎（続アニメンティーヌ・ヴァージョン） - Gegegeno Kitaro (2:51)
8. Get Wild - Get Wild (4:29)
9. 銀河鉄道999 - Galaxy Express 999 (3:48)
10. 宇宙戦艦ヤマト - Spacebattleship Yamato (2:58)
11. 歩いて帰ろう featuring 斉藤和義 -  Aruite Kaerou (4:24)
ボーナス・トラック
12. 天才バカボン 〜サントリー「ALL-FREE」TVCM曲 雪の温泉篇60秒ヴァージョン - Tensai Bakabon (1:02)
ボーナス・トラック

## アニメンティーヌ・ベスト＋
アニメンティーヌ・ベスト＋（アニメンティーヌ・ベストプラス、Animentine Best-plus）は、2012年1月25日に発売されたクレモンティーヌのカバー・アルバム。
『アニメンティーヌ』『続アニメンティーヌ』『バラエンティーヌ』から選曲されたベスト・アルバム。

### 収録曲（アニメンティーヌ・ベスト＋）
1. バカボン・メドレー
2. ドラえもんのうた
3. ラムのラブソング
4. ゲゲゲの鬼太郎 (アニメンティーヌ・プラスver.)
5. ワイワイワールド
6. アンパンマンのマーチ
7. おどるポンポコリン
8. 崖の上のポニョ
9. 歩いて帰ろう featuring 斉藤和義
10. 宇宙戦艦ヤマト (アニメンティーヌ・ベストver.)
11. さんぽ
12. サザエさん・メドレー
13. お料理行進曲[注釈 2][注釈 3]
14. 残酷な天使のテーゼ
15. バカボン・メドレー (サントリー「ALL-FREE」TVCM曲フルver.)
16. 天才バカボン (×細野晴臣) 〜サントリー「ALL-FREE」TVCM曲 海釣り篇、草原篇、夏の午後篇、お月見篇30秒ver.
17. 天才バカボン (×オンド・マルトノ) 〜サントリー「ALL-FREE」TVCM曲 雪の温泉篇、年の瀬のふたり篇60秒ver.
18. ドリフ・メドレー 〜いい湯だな、隣組 - Drifters Medley - Ii Yu Dana. Tonarigumi
ボーナス・トラック
19. マル・マル・モリ・モリ! - Maru. Maru. Mori. Mori!
ボーナス・トラック
20. 羞恥心 - Shuuchishin
ボーナス・トラック
21. 陽は、また昇る - Hi Ha. Mata Noboru
ボーナス・トラック
22. Je suis heureuse comme ca (Somebody Stole My Gal)
ボーナス・トラック
23. スーダラ節 - Sudada Bushi
ボーナス・トラック

### 初回生産限定DVD収録曲
1. バカボン・メドレー (クレモンティーヌ ベスト・ライヴより) (HOBO NIKKAN ITOI SHINBUN on April 2011)
2. ラムのラブソング (クレモンティーヌ ベスト・ライヴより) (HOBO NIKKAN ITOI SHINBUN on April 2011)
3. ゲゲゲの鬼太郎 (クレモンティーヌ ベスト・ライヴより) (HOBO NIKKAN ITOI SHINBUN on April 2011)
4. ショコラ・エ・スイーツ (クレモンティーヌ ベスト・ライヴより) (HOBO NIKKAN ITOI SHINBUN on April 2011)
5. 歩いて帰ろう (クレモンティーヌ ベスト・ライヴより) (HOBO NIKKAN ITOI SHINBUN on April 2011)
6. おどるポンポコリン (クレモンティーヌ ベスト・ライヴより) (HOBO NIKKAN ITOI SHINBUN on April 2011)
7. アニメンティーヌ CM映像